# Tønde (beholder)
 For alternative betydninger, se Tønde. (Se også artikler, som begynder med Tønde)
 Denne artikel bør gennemlæses af en person med fagkendskab for at sikre den faglige korrekthed.

En tønde er en beholder, der har form som en cylinder, der buler ud på midten.

## Opbygning
En traditionel tønde er lavet af en bødker af træstave, der udgør tøndens side, samt en bund (og evt. en top). Stavene holdes sammen af en række tøndebånd af jern om tønden.

### Geometri
Geometrisk er tøndens sider ofte (tilnærmet) parabolske, et "udsnit" af parabler. Så en tønde beskrives ved højde (h), diameter i bunden (d) og diameter på midten (D). D er den længste afstand, man kan måle vandret i den stående tønde.
En cylinder er en tønde, hvor d=D. 
Kender man disse tre mål, kan man beregne rumfanget (V) og arealet (A) ved hjælp af formler:

### Rumfang
- V = volumen
- d = diameter i endeflader
- D = diameter på det bredeste sted af tønden
- h = højden af tønden

V = (π*h)/15*(2*D2 + D*d + 3/4 * d²)[kilde mangler]

### Overfladen
- A = areal
- d = diameter i endeflader
- D = diameter på det bredeste sted af tønden
- h = højden af tønden

A = π/6 (4*h*D+2*h*d+3*d²)
eller
A = π/3*h*(2*D+d) + π/2*d²

## Fad
Et fad er en trætønde med et vist rumfang, som øl, vin, hedvin, whisky, cognac og andre drikke bliver opbevaret i under gæring og lagring.
Fadet har stor betydning for smagen og er ofte af eg, hvis garvesyre præger indholdet markant.
Verdens største vinfad er Kæmpetønden i Dürkheim, der findes i den tyske by Bad Dürkheim og måler 13,5 m i diameter. Den anvendes dog ikke til vin, men indeholder i stedet en restaurant.

## Udnyttelse

### Vine
Nogle vine gæres "i tønden" i modsætning til neutrale beholdere som rustfri stål- eller HDPE-beholdere (polyethylen med høj densitet) til vin. Vin kan også gære i store trætanke, som - når de er åbne for atmosfærisk luft - kaldes "open-topped" tanke. Andre bødkerhuse af træ til opbevaring af vin eller spiritus spænder fra små barriques til store tønder med elliptiske eller runde halse.
Traditionelt er tønder lavet af eg, et alsidigt materiale, der er kendt for sine aromatiske egenskaber samt sin bløde struktur, som gør det muligt for bødkere nemt at forme det til den ønskede form. Smagen af fransk og amerikansk eg er lidt forskellig: Fransk eg er mere subtil, mens amerikansk eg giver en stærkere smag. For at opretholde den ønskede grad af egetræseksponering vil en vingård udskifte en vis procentdel af sine fade hvert år, selv om dette kan variere fra 5 til 100%.

### Whisky
Lovene i flere jurisdiktioner kræver, at whisky lagres i træfade. Amerikansk lov kræver, at "ufortyndet whisky" (undtagen majswhisky) opbevares i mindst to år i nye brændte egetræsbeholdere. Andre whiskyer, der er lagret på brugte fade, kan ikke kaldes "ufortyndet".
Internationale love kræver, at enhver skotsk whisky skal være destilleret og lagret i Skotland i mindst tre år og en dag på egetræsfade.

### Opbevaring af vand
Vandtønder bruges ofte til at opsamle regnvand fra boliger (så det kan bruges til kunstvanding eller andre formål). Denne brug, kendt som regnvandsopsamling, kræver (ud over en stor regnvandstønde eller vandtønde) en ordentlig (vandtæt) tagbelægning og passende tagrender.